# Alf Nielsen
Alf Nielsen, född den 21 juli 1846 i Kristiania (nuvarande Oslo), död 1919, var en norsk marintekniker, son till Carsten Tank Nielsen, bror till Yngvar Nielsen, far till Carsten Tank-Nielsen.
Nielsen blev sjöofficer 1867, anställdes 1870 vid flottans mekaniska verkstad i Horten och var dennas direktör 1877-1903. Därunder konstruerade han maskinerna till de flesta på Hortens örlogsvarv byggda krigsfartyg. Från 1903 var han anställd i Försvarsdepartementets marinstyrelse i Kristiania.